# Eduard Kukan
Eduard Kukan (né le 26 décembre 1939 à Trnovec nad Váhom (République slovaque) et mort le 10 février 2022 à Bratislava (Slovaquie)) est un homme politique slovaque, docteur en droit, ministre des Affaires étrangères de 1998 au 4 juillet 2006.

## Biographie
En 2000, Eduard Kukan devient un membre de la l'Union démocrate et chrétienne slovaque (SDKÚ) le 4 juin 2000, issue de l'Union démocratique (en).
À son congrès de Bratislava, le 18 novembre 2000, il est élu vice-président de la SDKÚ pour la politique étrangère. En septembre 2002, il est élu député mais il ne rejoint pas son siège puisque le 16 octobre 2002, il est à nouveau nommé ministre des Affaires étrangères de la République slovaque.
Candidat malheureux à l'élection présidentielle du 3 avril 2004, où donné favori par les sondages, il ne termine que 3e, il ne participe donc pas au second tour qui oppose Vladimír Mečiar et Ivan Gašparovič. Le 29 octobre 2004, il a fait partie des signataires de la Constitution pour l'Europe.
En 2016, il quitte l'Union démocrate et chrétienne slovaque.
Il parle le swahili.